# Weißensand
Weißensand ist ein Ortsteil der sächsischen Stadt Lengenfeld im Vogtlandkreis. Die früher selbstständige Landgemeinde mit dem Ortsteil Kleinweißensand wurde am 1. Januar 1994 nach Lengenfeld eingemeindet.

## Geografische Lage
Weißensand ist der nordwestlichste Ortsteil der Stadt Lengenfeld. Er liegt im Osten des Naturraumes Vogtland im sächsischen Teil des historischen Vogtlands. Geographisch befindet sich Weißensand im mittleren Göltzschtal und am Nordhang des 451 m NHN hohen Lohberges. Der heutige Siedlungsteil Kleinweißensand liegt rechtsseitig der Göltzsch. Weißensand umfasst eine Fläche von 397 ha.
Der Ort grenzt an zwei weitere Ortsteile der Stadt Lengenfeld, einen Ortsteil der Stadt Treuen, einen Ortsteil der Gemeinde Limbach und einen Ortsteil der Stadt Reichenbach im Vogtland.
|               | Schneidenbach                               |            |
| Buchwald      | Kompassrose, die auf Nachbargemeinden zeigt | Schönbrunn |
| Hartmannsgrün |                                             | Wolfspfütz |

## Ortsname
Der Name für Weißensand ist selbsterklärend: ein Ort an der Stelle von weißem Sand. Ortsnamensformen sind in villa Wissensande, Wizinsande (1271), czu Wizcensande (1275), Oberwissensand (1441), Weissensandt (1458), Weysensandt (1460) und Weisensand (1640).

## Geschichte

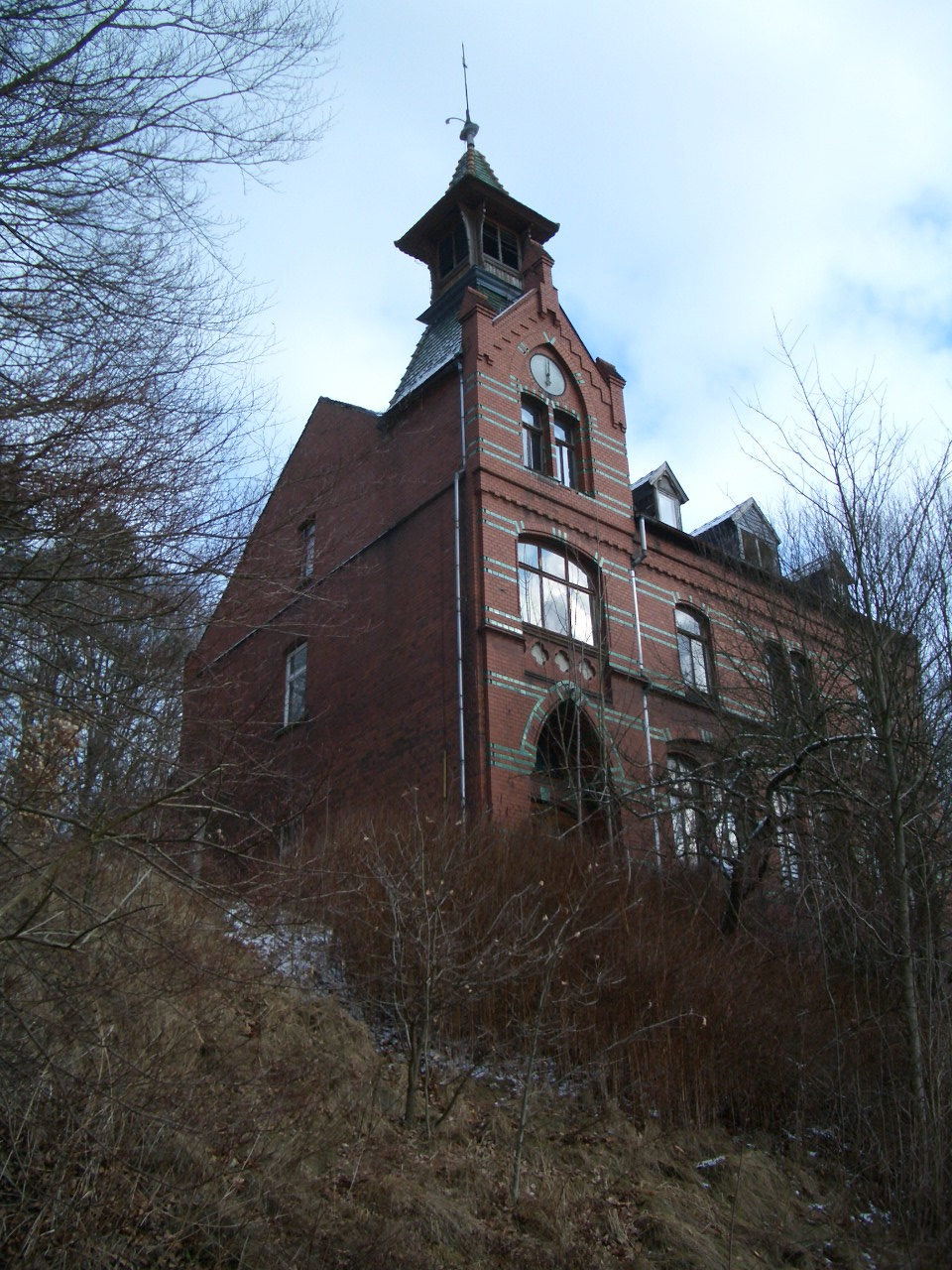
Ehemalige Schule im Weißensand

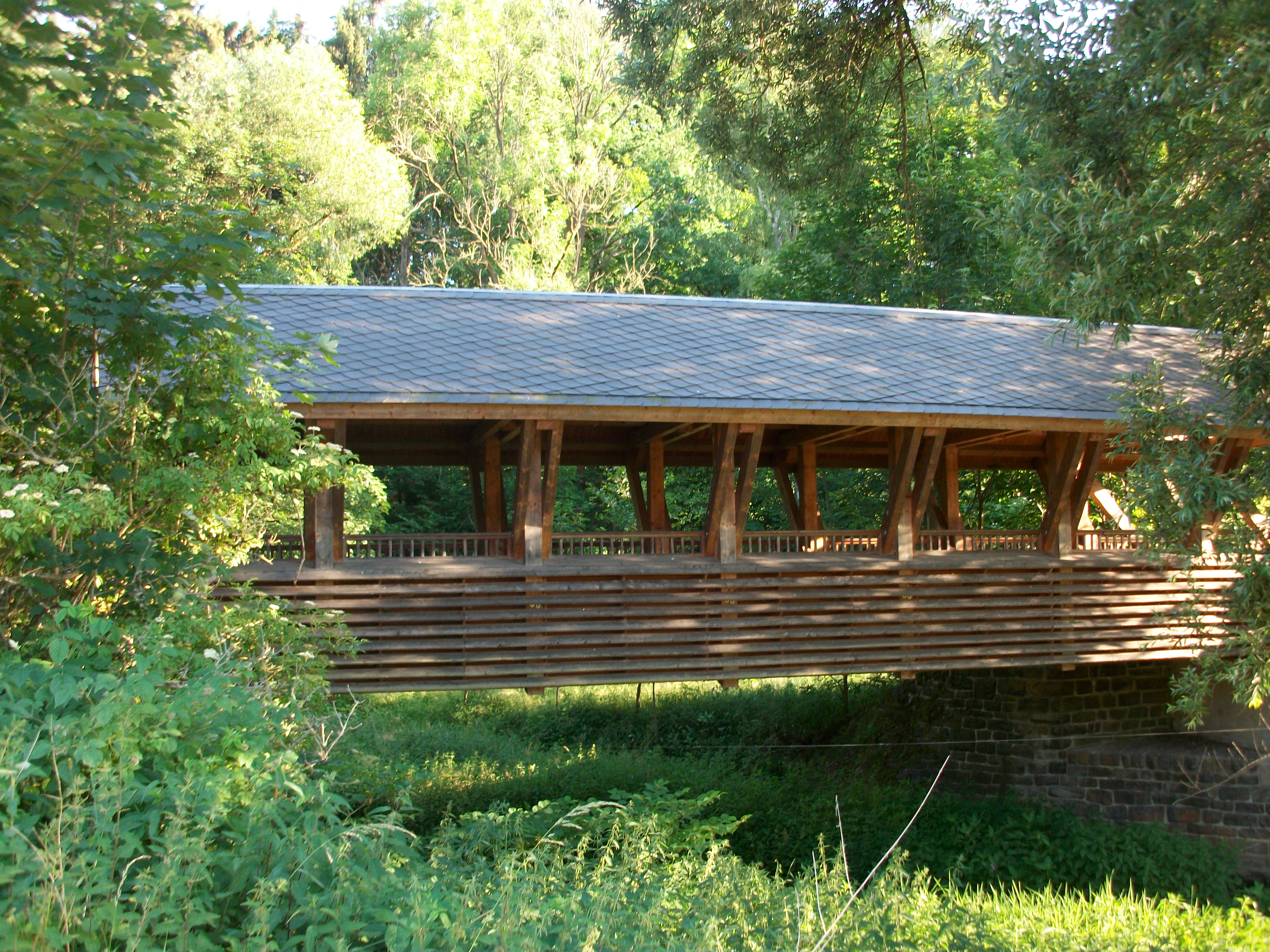
Neu erbaute Brücke des Bahnradwegs in Weißensand (2017)

Das Waldhufendorf Weißensand wurde 1271 erstmals urkundlich erwähnt. Die sich östlich des heutigen Dorfs auf einem Geländesporn befindliche Wallburg „Heidenschanze“ entstand bereits vor dem 12. Jahrhundert. An der Göltzschfurt entstand westlich des alten Verkehrswegs Treuen–Schneidenbach–Reichenbach das deutsche Waldhufendorf Weißensand. Östlich des Weges erstreckte sich die ausgedehnte Blockflur des späteren Ritterguts Weißensand. Der heute zu Weißensand gehörige Ortsteil Kleinweißensand liegt rechtsseitig der Göltzsch an der einstigen Furt und wurde erst im 18. Jahrhundert mit Weißensand vereinigt. Während Kleinweißensand kirchlich zu Reichenbach gehörte, war Weißensand nach Treuen eingepfarrt.
Das im 16. Jahrhundert erwähnte Vorwerk wurde im Jahr 1791 als Rittergut genannt. Seine Entstehung reicht jedoch bis ins 11. Jahrhundert zurück. Zu dieser Zeit waren die Herren von Myla Herren über Weißensand. Im 13. Jahrhundert wurde der Vogt Heinrich von Gera und Mitte des 14. Jahrhunderts die Vögte von Plauen als Besitzer genannt. Nachdem Ernst von Metzsch im Jahr 1517 in Besitz von Weißensand gekommen war, wurde das Gut sechzig Jahre später an die Herren von Schönberg übertragen. Im Jahr 1636 kam das Vorwerk an die adlige Familie Bose. Auf sie folgten im Jahr 1713 Christian Ludwig Edler von der Planitz, später die Familie von Mangoldt sowie die Familie Schilbach.
Weißensand und das im 18. ihm angegliederte Kleinweißensand kamen im 16. Jahrhundert mit der Herrschaft Mylau an das kursächsische bzw. spätere königlich-sächsische Amt Plauen, dem die Orte bis 1856 unterstanden. 1856 wurde Weißensand dem Gerichtsamt Treuen und 1875 der Amtshauptmannschaft Auerbach angegliedert.
Im Oktober 1937 erfolgten die ersten Arbeiten zum Bau der großen Autobahnbrücke nördlich von Weißensand. Die 425 Meter lange und 35 Meter hohe Brücke mit ihren 50,5 Meter weiten Bögen wurde bereits ein Jahr später fertig gestellt. Am 16. April 1945, d. h. einen Tag bevor die amerikanischen Truppen die Städte Reichenbach und Lengenfeld erreichten, sprengten deutsche Soldaten in jede Fahrbahn ein großes Loch. Dadurch wurde die Brücke nur 6 Jahre nach der Fertigstellung unpassierbar. Der Wiederaufbau der Brücke zog sich bis zum Oktober 1948 hin. Die Autobahnbrücke von Weißensand diente der Autorin Auguste Lazar (1887–1970) als Buchtitel für eine weitestgehend tatsachengetreue Erzählung („Die Brücke von Weißensand“, Kinderbuchverlag Berlin, 1965). In diesem Buch wird dem selbstlosen Handeln der Einwohner von Weißensand ein Denkmal gesetzt. Sie retteten zwei Frauen aus einem Häftlingszug, der 1945 auf dem Durchmarsch in ein anderes Konzentrationslager in Weißensand kurzzeitig untergebracht war.
Die Besitzer des Ritterguts wurden im Zuge der Bodenreform im Jahr 1945 enteignet und die dazugehörigen Ländereien in acht Neubauernstellen aufgeteilt. In den Jahren 1948/1949 erfolgte ein teilweiser Abbruch des Herrenhauses, der verbliebene Rest wurde zum Stallgebäude umfunktioniert. Dieser Teil wurde in späterer Zeit saniert und zu einem Wohngebäude ausgebaut.
Weißensand gehörte ab 1952 zum Kreis Reichenbach im Bezirk Chemnitz (1953 in Bezirk Karl-Marx-Stadt umbenannt), der 1994 in Landkreis Reichenbach umbenannt wurde und 1996 im Vogtlandkreis aufging. Am 1. Januar 1994 wurde der Ort nach Lengenfeld eingemeindet.

### Einwohnerstatistik
1557 lebten in Weißensand 15 besessene Mann, 2 Häusler und 10 Inwohner; 1764 waren es 10 besessene Mann und 6 Häusler.
| Jahr          | 1834 | 1871 | 1890 | 1910 | 1925 | 1939 | 1946 | 1950 | 1964 | 1989 | 1990 | 2008 | 2011 | 2019 |
| ------------- | ---- | ---- | ---- | ---- | ---- | ---- | ---- | ---- | ---- | ---- | ---- | ---- | ---- | ---- |
| Einwohnerzahl | 271  | 315  | 348  | 404  | 395  | 410  | 468  | 515  | 390  | 266  | 260  | 245  | 250  | 228  |

1910 lag Weißensand unter den 69 Kommunen der Amtshauptmannschaft Auerbach auf Rang 54 der Einwohnerstatistik. 1925 waren 379 Einwohner Lutheraner, 9 Katholiken und 7 andersgläubig.

## Verkehr

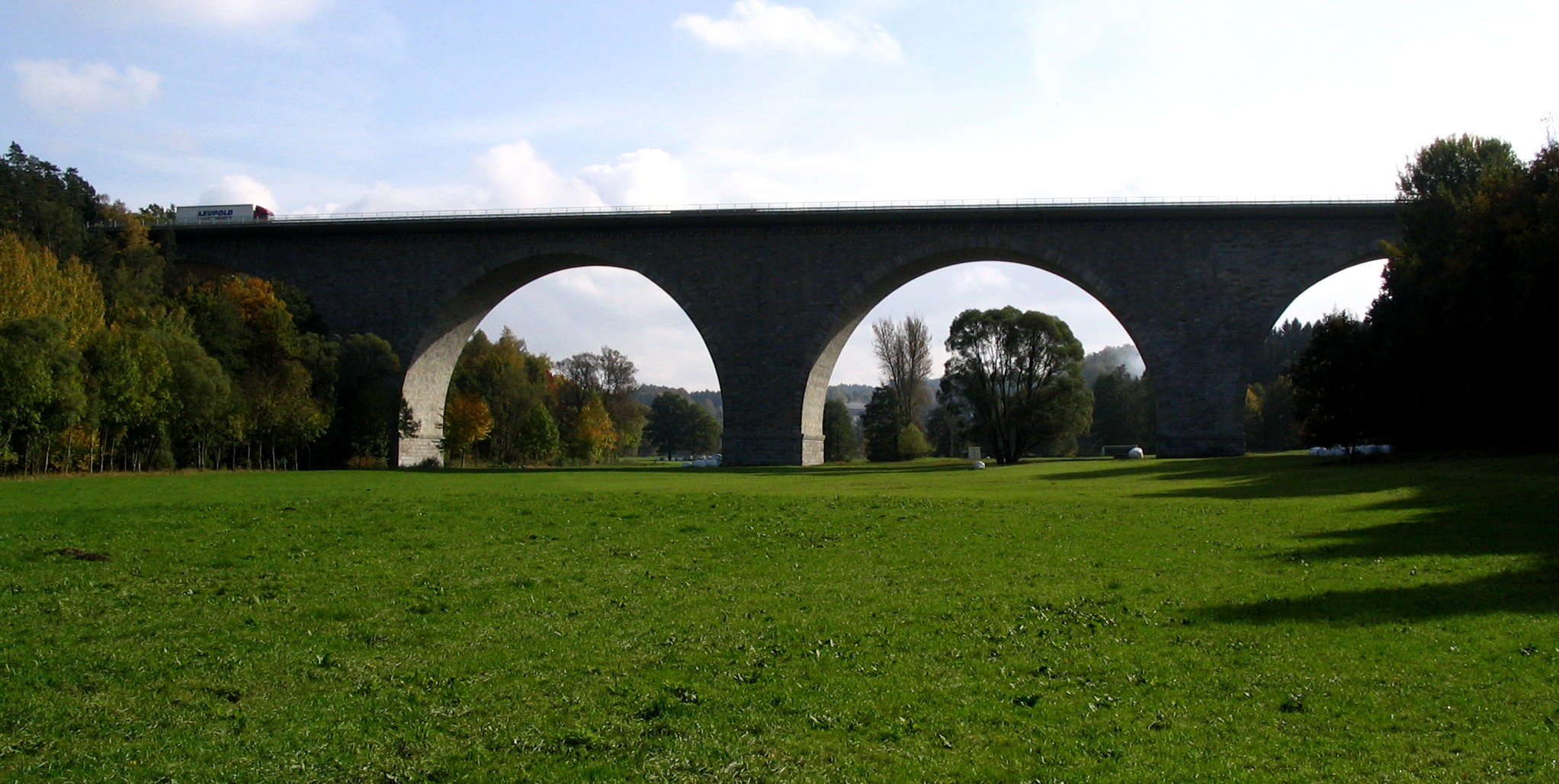
Die Autobahnbrücke im Verlauf der A72

Im nördlichen Teil schneidet die Bundesautobahn 72 die Gemarkung. Dort befindet sich die als Göltzschtalbrücke bezeichnete Autobahnbrücke.
Weißensand hatte zwischen 1905 und 1968 eine Bahnstation an der Bahnstrecke Lengenfeld–Göltzschtalbrücke.
Der Ort ist mit der TaktBus-Linie 89 und der BürgerBus-Linie 66 an den vertakteten ÖPNV des Verkehrsverbunds Vogtland angebunden.

## Sehenswürdigkeiten
- Heidenschanze, mittelalterliche Wallanlage. Bodendenkmalschutz seit 7. Juli 1956. 250 m östlich von Weißensand auf einem nach Norden gerichtetem Bergsporn über der Göltzsch gelegen.
- Autobahnbrücke der A 72 aus dem Jahre 1937, nach teilweiser Zerstörung 1945 durch deutsche Soldaten wiederaufgebaut